# Première éclipse mérinide
 (avril 2025).
Motif : TI, absence de sources centrées
- Archive Wikiwix
- Bing
- Cairn
- DuckDuckGo
- E. Universalis
- Gallica
- Google
- G. Books
- G. News
- G. Scholar
- Persée
- Qwant
- (zh) Baidu
- (ru) Yandex
- (wd) trouver des œuvres sur Wikidata

| 1. | Préciser le motif de la pose du bandeau. | Précisez le motif de la pose du bandeau en utilisant la syntaxe suivante : {{admissibilité à vérifier\|date=avril 2025\|motif=remplacez ce texte par le motif}}                                |
| 2. | Informer les utilisateurs concernés.     | Pensez à avertir le créateur de l'article, par exemple, en insérant le code ci-dessous sur sa page de discussion : {{subst:avertissement admissibilité à vérifier\|Première éclipse mérinide}} |

À la mort d'Abû `Inân Fâris le 27 novembre 1358, la dynastie mérinide entra dans une première période de confusion. Chaque vizir tenta de mettre sur le trône son prétendant en choisissant de préférence l'individu le plus faible.
Mansûr ben Sulayman (arrière-arrière-petit-fils de `Abd al-Haqq) avait été placé sur le trône par les chefs mérinides. Il s'est enfui lorsque Abû Sâlim a pris le pouvoir.
- Abû Ziân as-Sa`id Muhammad ben Fâris (أبو زيان السعيد محمد بن فارس) (1358)
- Abû Yahyâ abû Bakr ben Fâris (أبو يحي أبو بكر بن فارس) (1358-1359)
- Abû Sâlim Ibrâhîm ben `Alî (أبو سالم إبراهيم بن علي) est né à une date inconnue. Soutenu par le roi de Castille Pierre le cruel, il est un fils d'Abû al-Hasan ben `Uthmân. Il accéda au poste de sultan en 1359. Il fut destitué en 1361 au profit de son très éphémère successeur, Tachfîn, soutenu par les milices chrétiennes ; Ibn Khaldoun travailla à son accession au pouvoir et fut un temps son secrétaire[2].
- Tachfîn (تاشفين) né à une date inconnue est le fils de Abû al-Hasan ben `Uthmân. Il fut nommé successeur de Abû Salîm, par les vizirs en 1361. Il ne régna que quelques mois.